# Paul-Gerhardt-Kirche (Hamburg-Bahrenfeld)

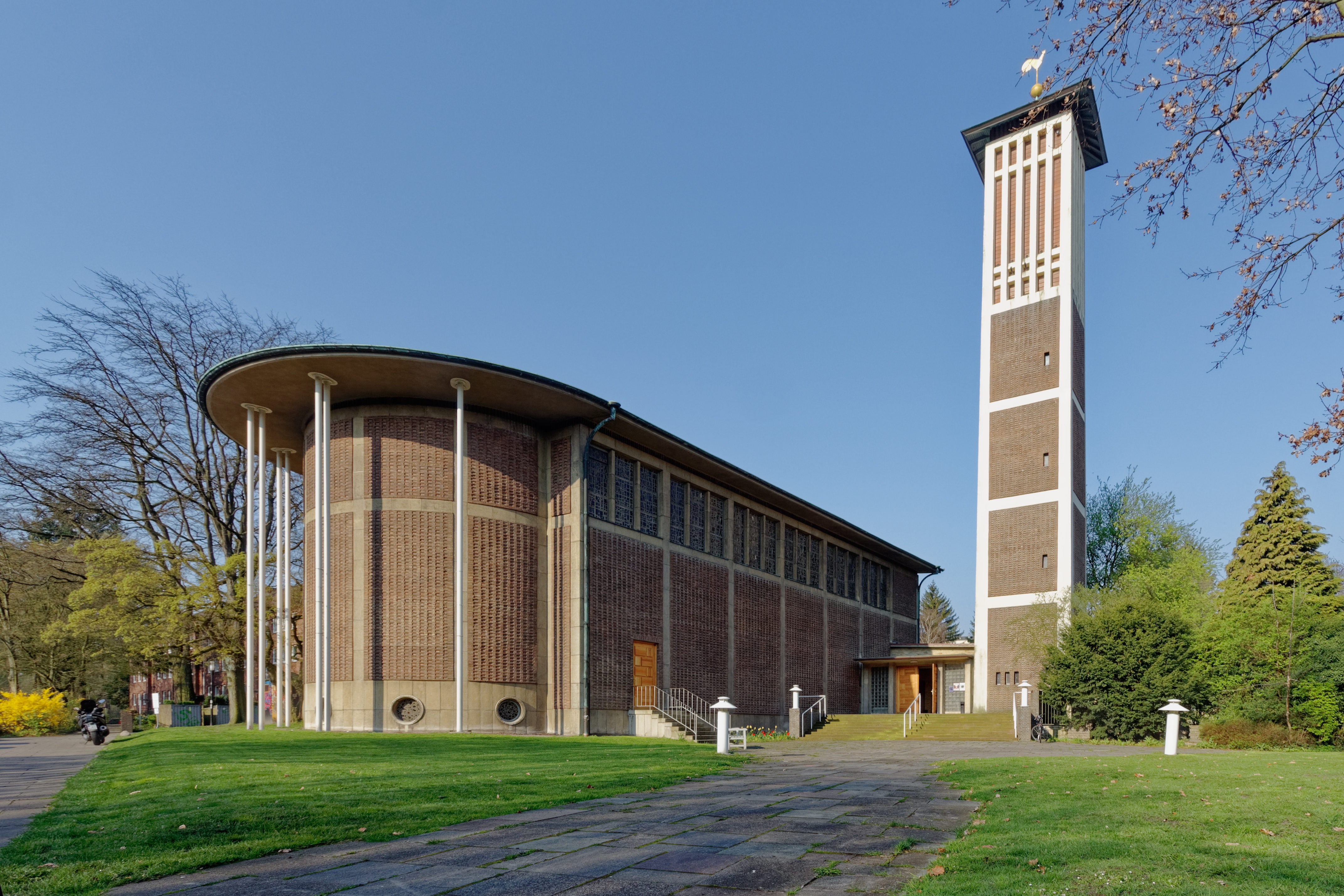
Ansicht von Nordosten mit Vorplatz

Die evangelisch-lutherische Paul-Gerhardt-Kirche  im Hamburger Stadtteil Bahrenfeld gilt als „ein gutes Beispiel für den zwischen Tradition und Innovation schwankenden Kirchenbau der ersten Jahre nach dem Zweiten Weltkrieg“. Sie ist der erste von fünf Kirchenbauten des Architekten Otto Andersen auf Hamburger Stadtgebiet und zeigt als eines seiner frühen Werke noch unverkennbar starke traditionelle Elemente.

## Bau der Kirche
In den 1950er-Jahren erfolgte in Bahrenfeld die Neugründung einer Kirchengemeinde in einem älteren Wohngebiet beidseits des Bahrenfelder Steindamms mit vergleichsweise geringen Kriegsschäden an den Wohnhäusern. Da ein ansprechender Mittelpunkt des Wohngebietes jedoch fehlte, plante man bald eine Kirche und eine Schule, die heutige Max-Brauer-Schule. Die Kirche bildet zusammen mit einer kleinen Grünfläche an einem Eckgrundstück einen städtebaulichen Akzent des Wohngebiets.
Der Bau der Kirche begann 1954 auf der Grundlage von Plänen, die Otto Andersen gemeinsam mit Alfred Behrmann entworfen hatte. Die Grundsteinlegung erfolgte am 31. Juli 1955, die Einweihung am 19. August 1956. Die Pläne orientieren sich an den 1951 auf dem Kirchenbautag der evangelischen Kirche entwickelten sogenannten „Rummelsberger Grundsätzen“. Der Entwurf basiert auf dem traditionellen Kirchenbau mit zeittypischen Modernisierungen wie dem halbrunden Chor mit seinen außen liegenden hohen, schlanken Doppelsäulen und dem vorstehenden Flachdach. Die auffällige Gestaltung des fensterlosen Chors erzeugt einen pavillonartigen Eindruck. Der Bau ist als Skelettkonstruktion in Beton mit nicht tragenden Zwischenteilen in Backstein ausgeführt. Für die Wände wurden Handstrichziegel verwendet und aufwändig zu plastischen Mustern angeordnet. Die Längswände des ca. 400 m² großen Kirchenschiffs weisen eine leichte Schrägstellung auf, wodurch der Raum zum Chor hin ausgerichtet wird. Dabei behält die Aufteilung des auf 334 Sitzplätze ausgelegten Kirchenschiffs mit einem Mittelgang und sechsstufigem Altarpodest ein klassisches Muster bei.
An die Kirche ist ein Gemeindesaal angebaut, durch den auch die Verbindung vom Kirchenschiff zum 32 m hohen Turm hergestellt wird. Dem ganzen Komplex sind zusätzlich ein Pastorat und Pastorenwohnungen angegliedert. Unterhalb des Chors befindet sich ein separater aus dem Kirchenschiff erreichbarer kleiner Andachtsraum.

## Ausstattung

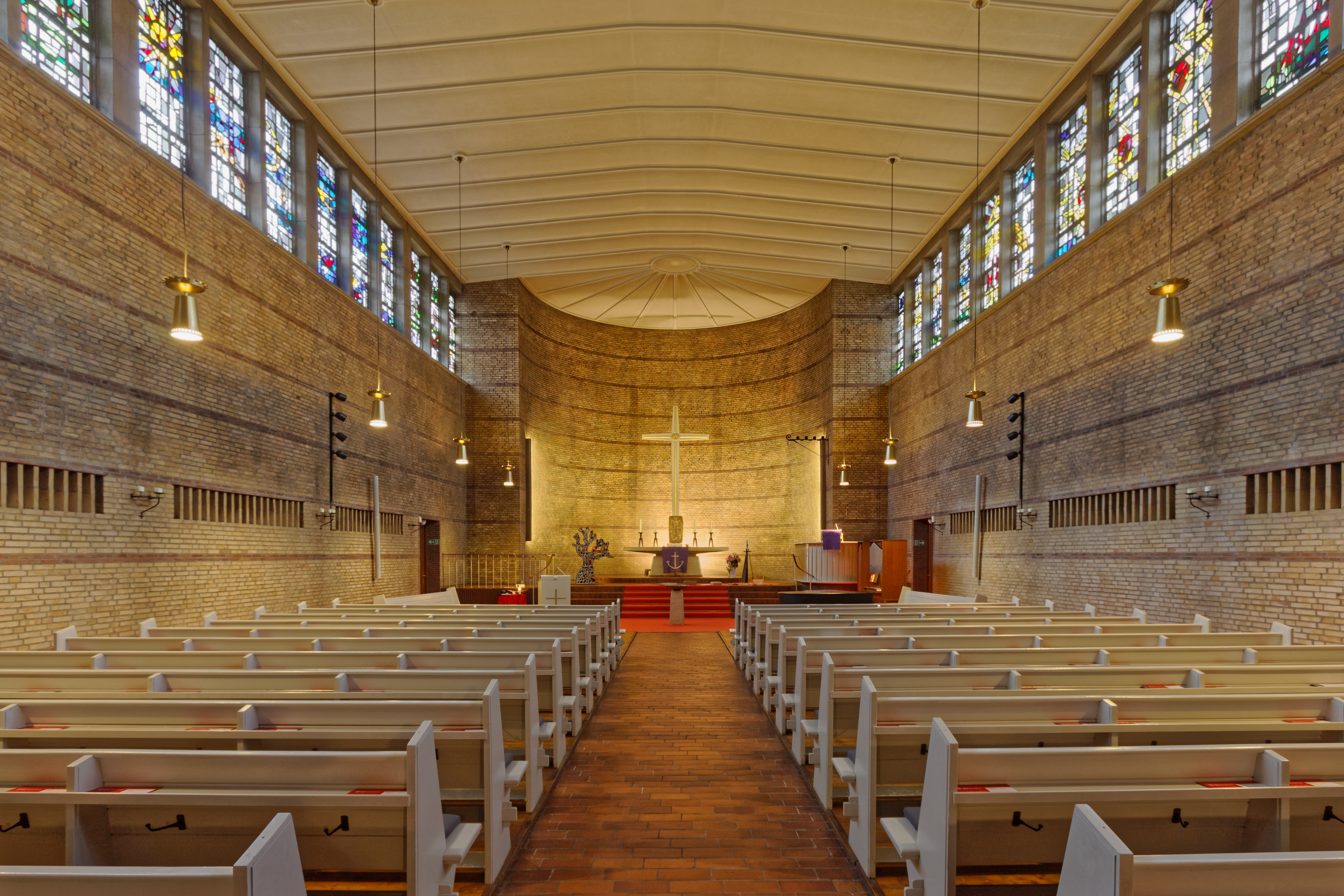
Kirchenschiff mit Blick zum Altar

Die von Claus Wallner gestalteten Fensterbänder aus Betonglas in den oberen Teilen der Längswände stellen auf einer Seite Szenen aus der Schöpfungsgeschichte und auf der anderen Seite Motive aus der Offenbarung des Johannes dar.
Die Taufschale, das Kruzifix der Sakristei und ein ursprünglich für den Altar vorgesehenes bronzenes Abendmahlsrelief sind Werke Ursula Querners. Die ebenfalls bronzenen Altarleuchten stammen von Fritz Fleer, das silberne Abendmahlsgeschirr sowie der Wetterhahn auf der Turmspitze von Walter Jarck.
Die Beleuchtung des Innenraums, den Prospekt der Orgel und den Altar entwarf Andersen selber. Bei der Gestaltung der Kanzel und der Empore variierte er das Motiv des von Stützen umgebenen Halbrunds, das er für die Außenseite des Chors verwendet hatte.
Die Kirche erhielt 1960 drei auf fis′, a′ und h′ gestimmte Stahlglocken aus der Fertigung des Bochumer Vereins.

## Orgel

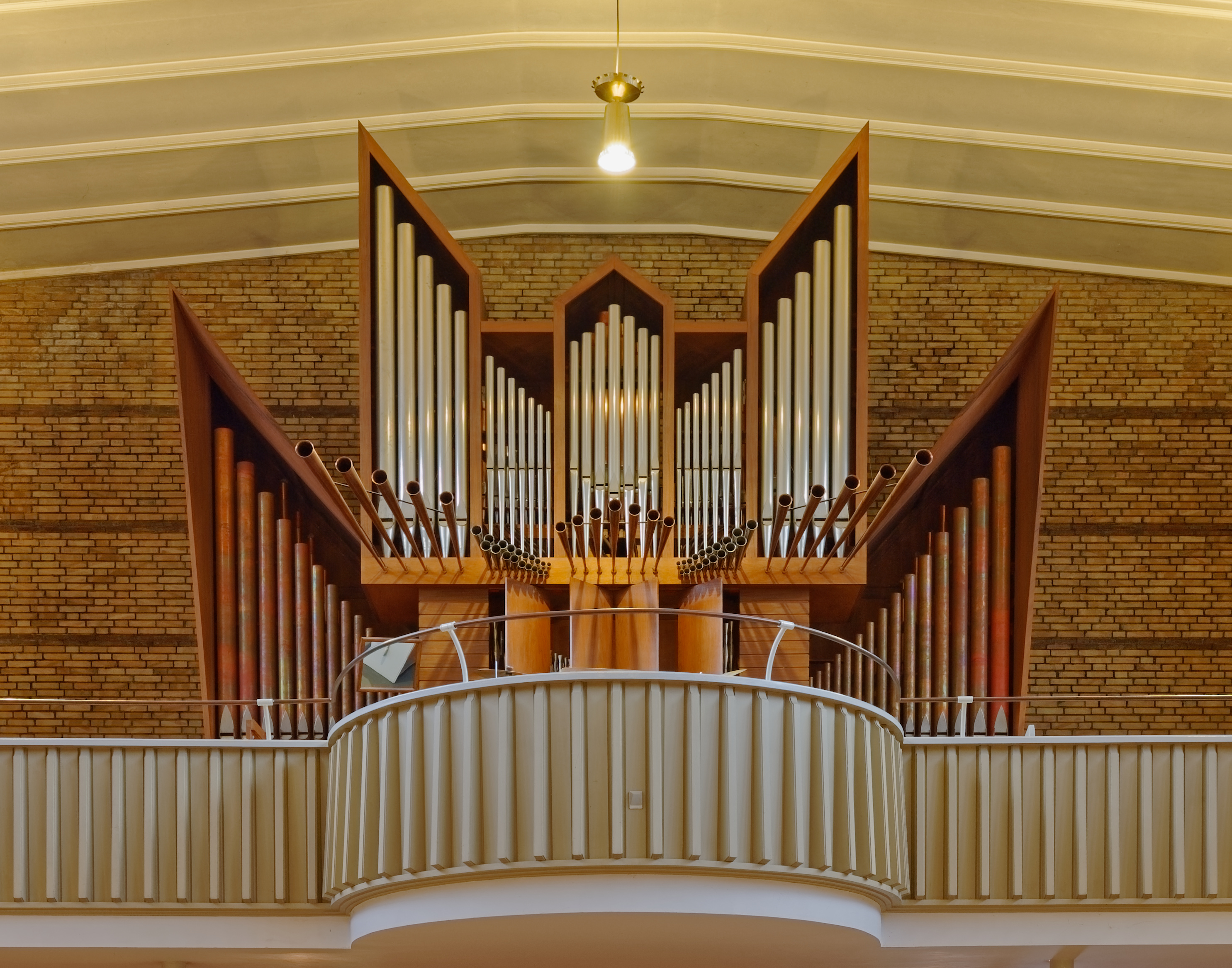
Orgelprospekt

Die Orgel wurde 1960 von Flentrop Orgelbau errichtet. Sie verfügt über 24 Register, die auf zwei Manuale und Pedal verteilt sind. Ihre Disposition lautet:
| I Hauptwerk C–g3 |           |       |
| 1.               | Quintade  | 16′   |
| 2.               | Prinzipal | 8′    |
| 3.               | Rohrflöte | 8′    |
| 4.               | Oktave    | 4′    |
| 5.               | Flöte     | 4′    |
| 6.               | Quinte    | 2 ⁄3′ |
| 7.               | Gemshorn  | 2′    |
| 8.               | Mixtur V  |       |
| 9.               | Trompete  | 8′    |

| II Brustwerk C–g3 |                 |       |
| 10.               | Gedackt         | 8′    |
| 11.               | Viola di Gamba  | 8′    |
| 12.               | Koppelflöte     | 4′    |
| 13.               | Prinzipal       | 2′    |
| 14.               | Quinte          | 1 ⁄3′ |
| 15.               | Sesquialtera II |       |
| 16.               | Cymbel III      |       |
| 17.               | Rankett         | 16′   |

| Pedal C–f1 |           |     |
| 18.        | Bourdon   | 16′ |
| 19.        | Prinzipal | 8′  |
| 20.        | Gedackt   | 8′  |
| 21.        | Waldflöte | 4′  |
| 22.        | Mixtur IV |     |
| 23.        | Fagott    | 16′ |
| 24.        | Trompete  | 4′  |

- Koppeln: I/II, I/P, II/P

## Umgestaltung nach 2008
Am Ende der 2000er-Jahre war die Anzahl der Gemeindemitglieder von 11.000 bei Gründung der Gemeinde auf knapp 3.000 gesunken, so dass der amtierende Kirchenvorstand die Frage beantworten musste, ob das Kirchengebäude noch nötig wäre. Nach intensiver Diskussion ließ die Gemeinde ein neues Konzept für ihre eigene Struktur und Arbeit erarbeiten. In den folgenden Jahren erfolgte eine stärkere Öffnung zu den Menschen im Stadtteil und ihren Bedürfnissen. Aufgrund dieses Konzepts änderte man auch bauliche Gegebenheiten im Kirchengebäude: der Zaun zwischen Vorplatz und Straßen wurde abgebaut, Gemeinderäume im Südflügel wurden zu einer Kindertagesstätte umgebaut, die Gestaltung des Kirchenschiffs wurde modernisiert, die Jugendräume wurden erweitert, in den Kirchturm wurde eine 13 m hohe Kletteranlage eingebaut. Von 2012 bis 2016 folgte dann die notwendige Grundinstandsetzung für Dach, Mauerwerk, Fenster und die komplette Haustechnik.

## Fotografien und Karte
Koordinaten: 53° 33′ 42″ N, 9° 55′ 19″ O

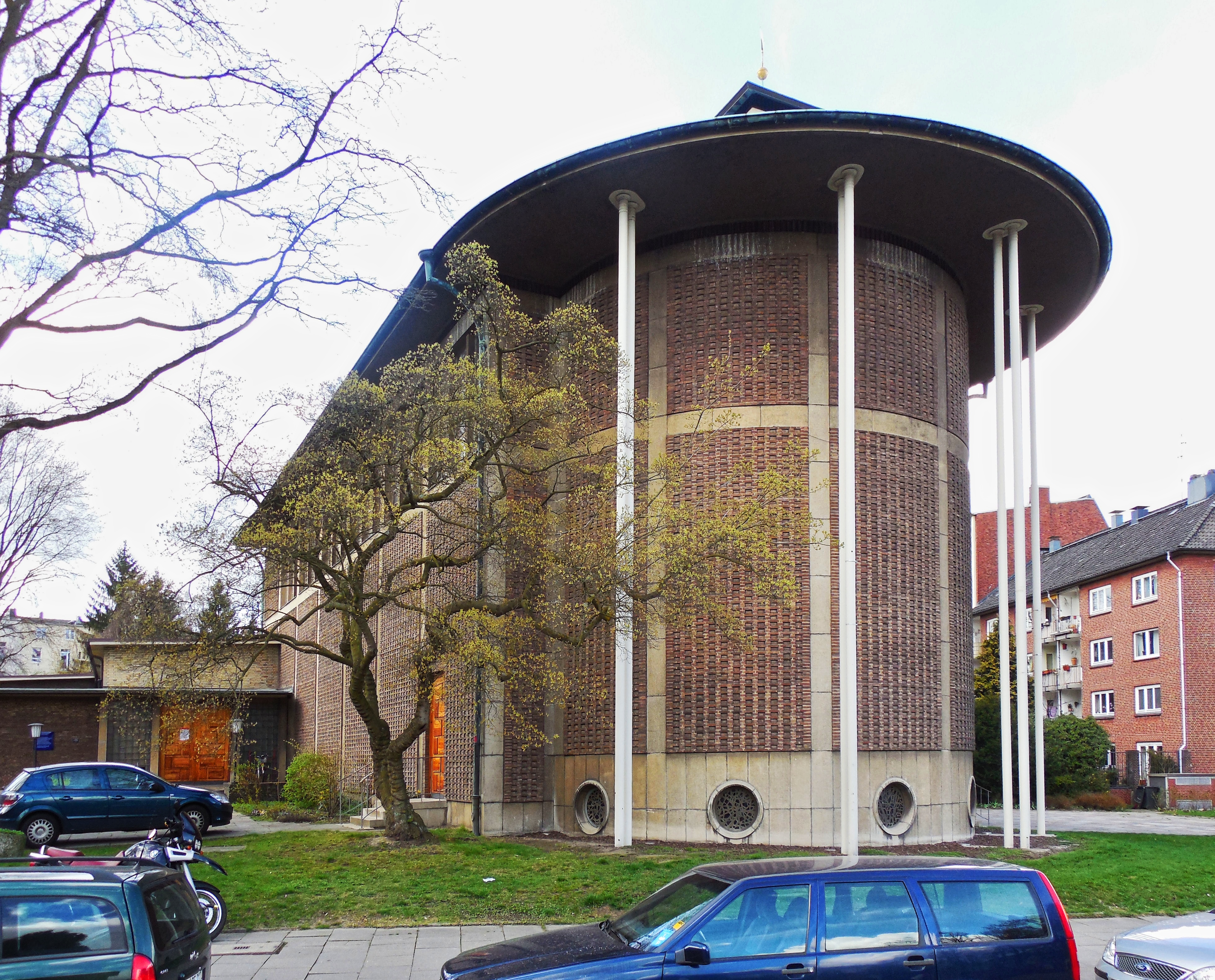
Choransicht
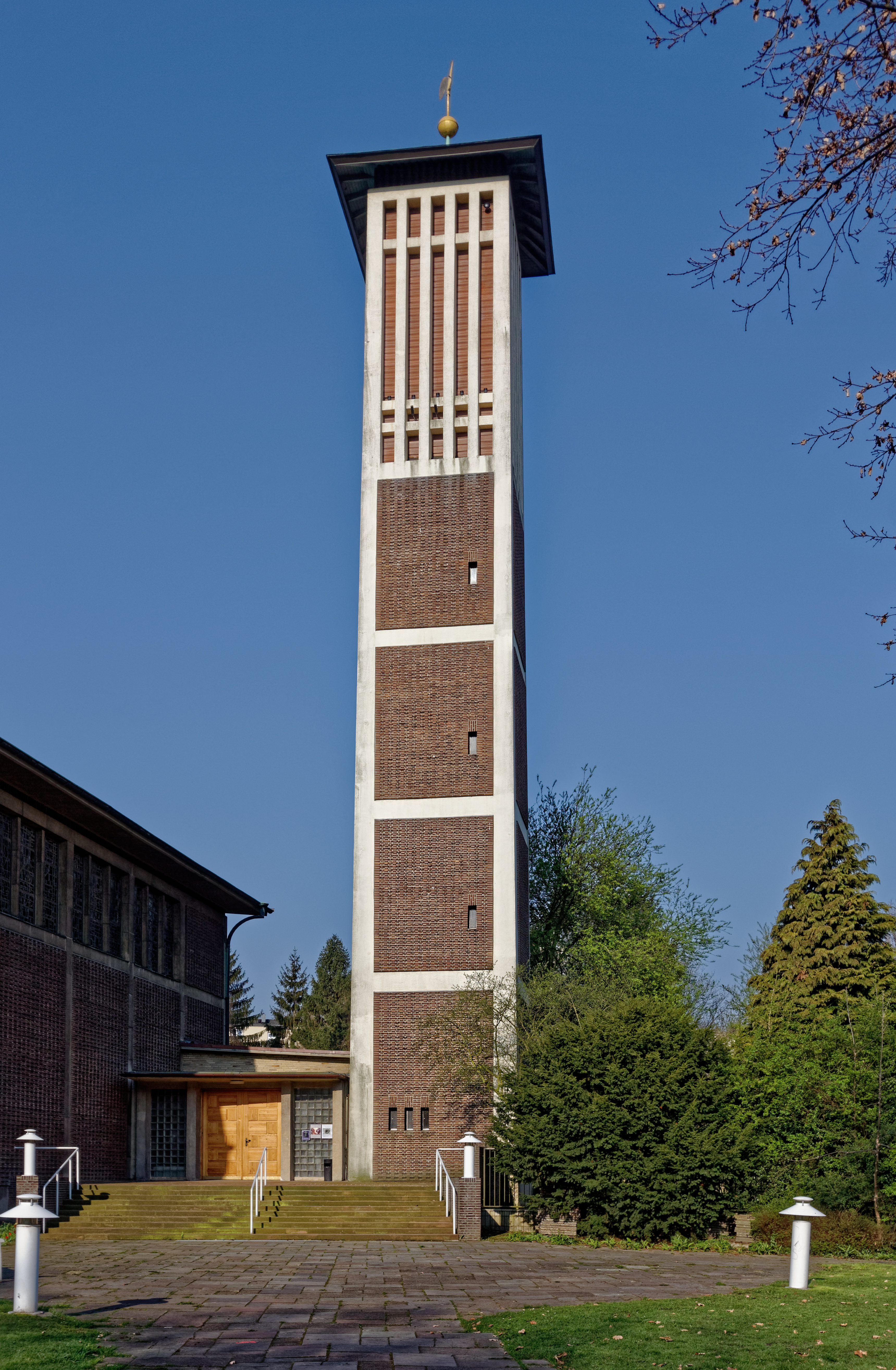
Turm
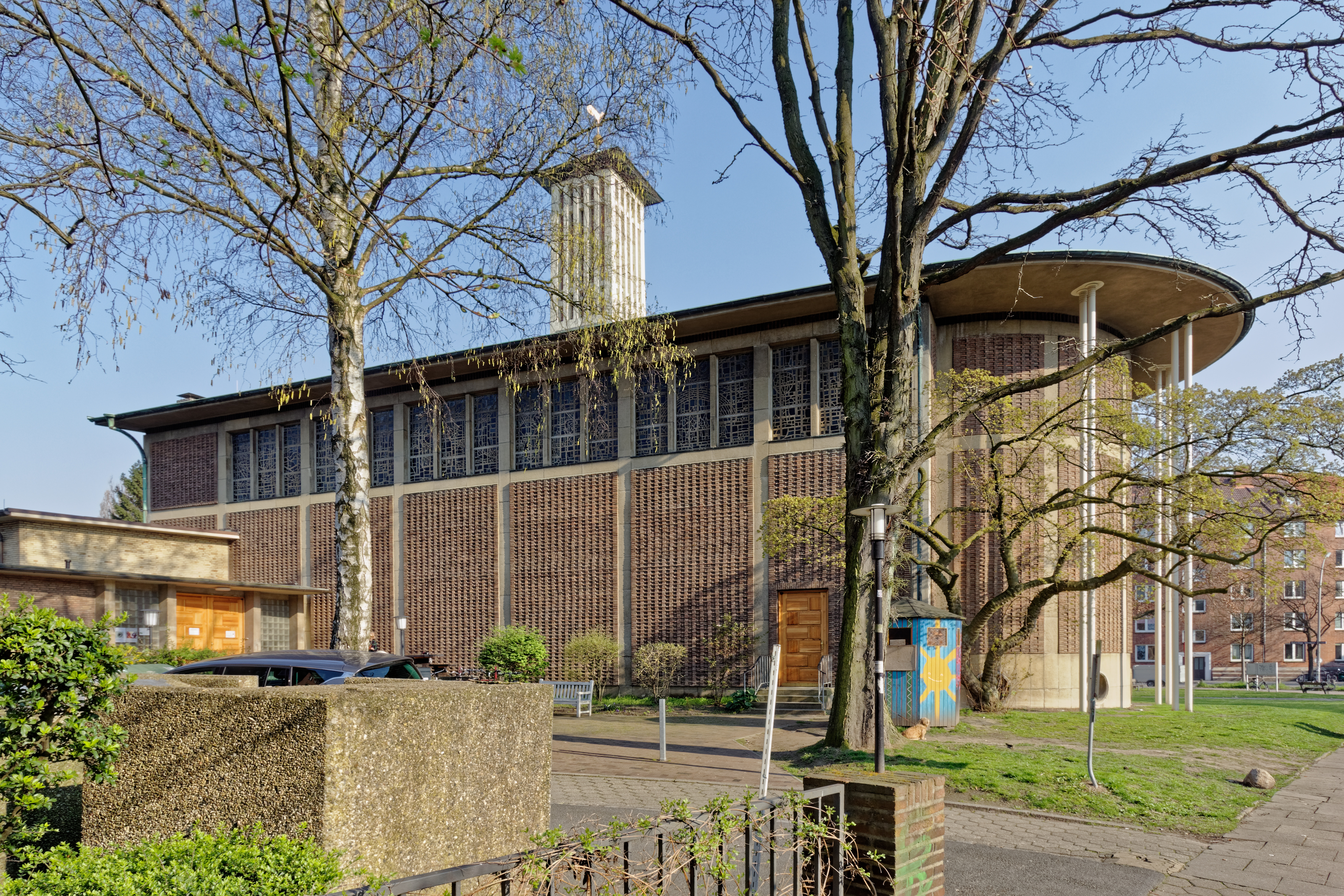
Südfassade
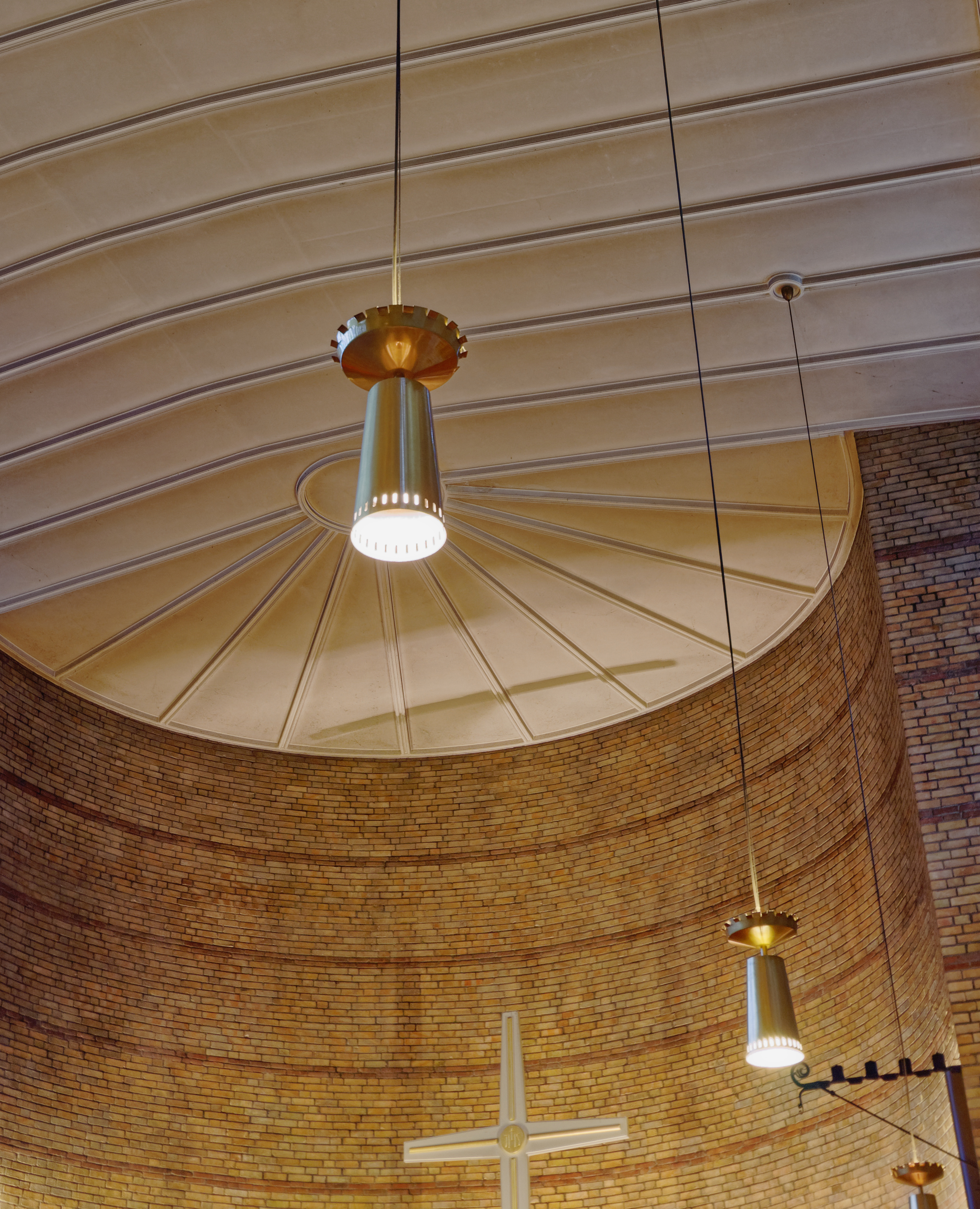
Deckenleuchten